# Торчинська селищна рада
То́рчинська се́лищна ра́да То́рчинської се́лищної об'є́днаної територіа́льної грома́ди (до 2018 року — Торчинська селищна рада Луцького району Волинської області) — орган місцевого самоврядування Торчинської селищної громади Волинської області. Розміщується в селищі міського типу Торчин.

## Склад ради
Рада складається з 26 депутатів та голови.
Перші вибори депутатів до ради громади та Торчинського селищного голови відбулись 29 квітня 2018 року. Було обрано 26 депутатів ради, за суб'єктами висування: Всеукраїнське об'єднання «Батьківщина» — 12, БПП «Солідарність», Радикальна партія Олега Ляшка та самовисування — по 4, Аграрна партія України — 2.
Головою громади обрали позапартійного самовисуванця Юрія Кревського, чинного Торчинського селищного голову.
В раді утворено п'ять постійних депутатських комісій:
- з питань прав людини, законності, депутатської діяльності, етики та регламенту;
- з питань фінансів, бюджету, планування соціально-економічного розвитку, інвестицій та міжнародного співробітництва;
- з питань земельних відносин, природокористування, планування території, будівництва, архітектури, охорони пам'яток, історичного середовища та благоустрою;
- з питань комунальної власності, житлово-комунального господарства, енергозбереження та транспорту;
- з гуманітарних питань.

## Історія
Торчинська селищна рада утворена в 1941 році. До 5 січня 2018 року — адміністративно-територіальна одиниця в Луцькому районі Волинської області з територією 9,387 км² та населенням 4 509 осіб (станом на 1 січня 2013 року).
Селищній раді підпорядковувалось смт Торчин, рада складалась з 20 депутатів та голови.

### Керівний склад попередніх скликань
| Прізвище, ім'я, по батькові | Основні відомості                                                | Дата обрання | Дата звільнення |
| --------------------------- | ---------------------------------------------------------------- | ------------ | --------------- |
| Кревський Юрій Михайлович   | Селищний голова, 1976 року народження, освіта вища               | 26.03.2006   | 31.10.2010      |
| Кревський Юрій Михайлович   | Селищний голова, 1976 року народження, освіта вища, безпартійний | 31.10.2010   |                 |

Примітка: таблиця складена за даними сайту Верховної Ради України

### Депутати
За результатами місцевих виборів 2010 року депутатами ради стали:

#### За суб'єктами висування
| Суб'єкт висування                                   | Кількість обраних депутатів | %  |
| --------------------------------------------------- | --------------------------- | -- |
| Самовисування                                       | 19                          | 95 |
| Політична партія Всеукраїнське об'єднання «Свобода» | 1                           | 5  |

#### За округами
| № округу                                            | Прізвище, ім'я, по батькові       | Дата визнання обраним | Освіта  | Партійна приналежність                    | Відомості про обраного депутата                                                                               |
| --------------------------------------------------- | --------------------------------- | --------------------- | ------- | ----------------------------------------- | --- |
| Політична партія Всеукраїнське об'єднання «Свобода» |                                   |                       |         |                                           | |
| 4                                                   | Кортилісець Володимир Васильович  | 08.11.2010            | середня | член Всеукраїнського об'єднання «Свобода» | Торчинський професійний ліцей, майстер виробничого навчання                                                   |
| Самовисування                                       |                                   |                       |         |                                           | |
| 1                                                   | Петручик Леонід Дем'янович        | 08.11.2010            | вища    | позапартійний                             | пенсіонер |
| 2                                                   | Журавлюк Ігор Федорович           | 08.11.2010            | вища    | позапартійний                             | ПМП «Нортекс», інженер                                                                                        |
| 3                                                   | Зубко Михайло Романович           | 08.11.2010            | середня | позапартійний                             | приватний підприємець                                                                                         |
| 5                                                   | Никитюк Іван Леонтійович          | 08.11.2010            | вища    | позапартійний                             | Торчинська районна лікарня, завідувач поліклініки                                                             |
| 6                                                   | Громик Олег Андрійович            | 08.11.2010            | середня | позапартійний                             | Торчинський професійний ліцей, майстер виробничого навчання                                                   |
| 7                                                   | Кузьмін Віталій Тимофійович       | 08.11.2010            | середня | позапартійний                             | Луцький районний територіальний центр по обслуговуванню одиноких і престарілих громадян, соціальний працівник |
| 8                                                   | Огороднік Олександр Володимирович | 08.11.2010            | вища    | позапартійний                             | Торчинський будинок культури, директор                                                                        |
| 9                                                   | Бабак Юрій Сергійович             | 08.11.2010            | середня | позапартійний                             | приватний підприємець                                                                                         |
| 10                                                  | Сергійчук Богдана Степанівна      | 08.11.2010            | середня | позапартійна                              | Торчинська районна лікарня, медсестра                                                                         |
| 11                                                  | Бабіюк Лідія Романівна            | 08.11.2010            | середня | позапартійна                              | Торчинська селищна рада, секретар                                                                             |
| 12                                                  | Онещак Анатолій Олександрович     | 08.11.2010            | середня | позапартійний                             | супермаркет «Наш край», начальник охорони                                                                     |
| 13                                                  | Михальчук Леонід Іванович         | 08.11.2010            | вища    | позапартійний                             | приватний підприємець                                                                                         |
| 14                                                  | Щербик Микола Євгенович           | 08.11.2010            | середня | позапартійний                             | приватний підприємець                                                                                         |
| 15                                                  | Кревський Володимир Анатолійович  | 08.11.2010            | середня | позапартійний                             | приватний підприємець                                                                                         |
| 16                                                  | Климович Лідія Євгеніївна         | 08.11.2010            | вища    | позапартійна                              | Торчинська районна лікарня, лікар                                                                             |
| 17                                                  | Хринюк Володимир Володимирович    | 08.11.2010            | середня | позапартійний                             | приватний підприємець                                                                                         |
| 18                                                  | Кревський Юрій Олександрович      | 08.11.2010            | середня | позапартійний                             | Торчинська селищна рада, інженер-землевпорядник                                                               |
| 19                                                  | Щербик Тетяна Анатоліївна         | 08.11.2010            | середня | позапартійна                              | Торчинська селищна рада, начальник військового обліку                                                         |
| 20                                                  | Завіруха Тамара Антонівна         | 08.11.2010            | середня | позапартійна                              | Торчинський ВУЖКГ, головний бухгалтер                                                                         |